# Česká Zbrojovka Uherský Brod
Česká Zbrojovka Uherský Brod (ČZUB) è un'azienda del settore difesa con sede nella Repubblica Ceca attiva nella produzione di armi.

## Storia
La fondazione avvenne nel 1918 in Cecoslovacchia come azienda armiera. Diverse aziende con matrice comune dal 1919 produssero armi e altri prodotti di meccanica come la Československá zbrojovka (Tschechoslowakische Waffenfabrik), automobili.
Nel 1919 viene fondata a Plzeň una fabbrica di pistole, che dal 1921 si trasferì a Strakonice. Costruirono pistole d'ordinanza ČZ-Ordonnanzwaffe per militari e polizia. Nel 1935 iniziò la produzione di motociclcette, nel 1936 viene costruita una seconda fabbrica a Ungarisch Brod, sorella della Česká Zbrojovka Strakonice.
Dopo la seconda guerra mondiale lo stabilimento fu nazionalizzato e, assieme ad altre armerie della Repubblica Cecoslovacca, fu gestito da un'agenzia centrale dello stato, Česká Zbrojovka del 1946 produsse motociclette.
Durante la Guerra fredda la CZUB produsse una vasta gamma di armi di piccolo calibro tra le quali il fucile d'assalto Sa vz. 58, la pistola mitragliatrice vz 61 Skorpion, vari fucili calibro .22 e la famiglia di pistole CZ 75.
Nel 1992 la ČZ diventa società per azioni, privatizzata nel 1993 dopo la caduta del comunismo. La CZUB divenne Česká Zbrojovka a.s. Uherský Brod. Vengono prodotte pistole, mitragliette e fucili di precisione.
Nel Febbraio 2021 acquista l'azienda americana Colt's Manufacturing Company e la sua filiale canadese per 180 milioni di euro.

## Prodotti

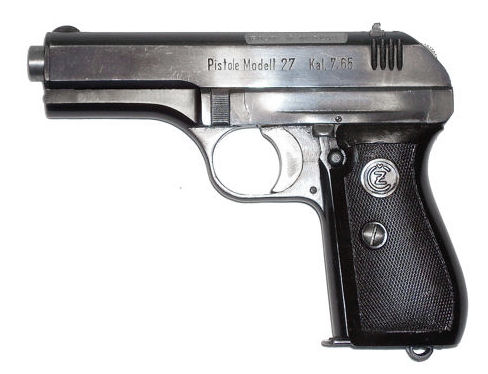
Pistole vz. 27
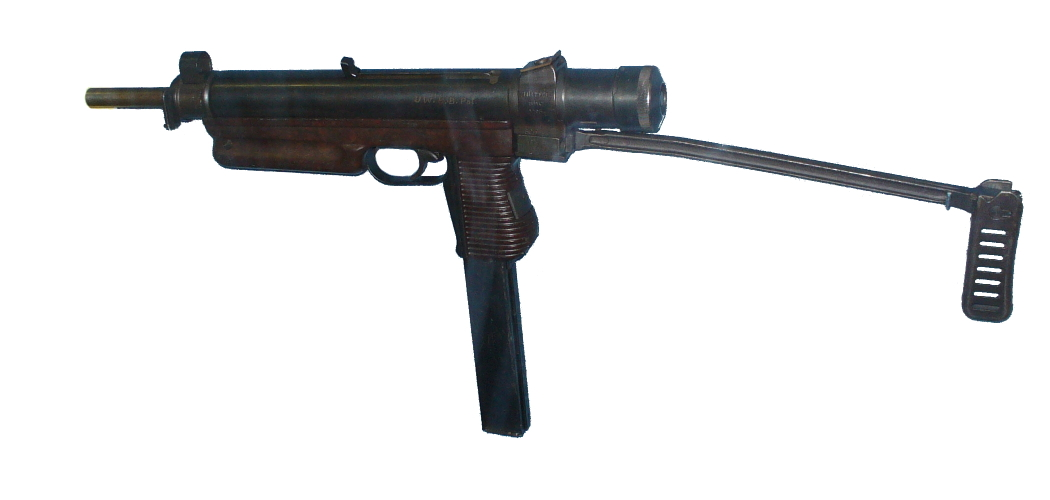
Samopal vz. 48
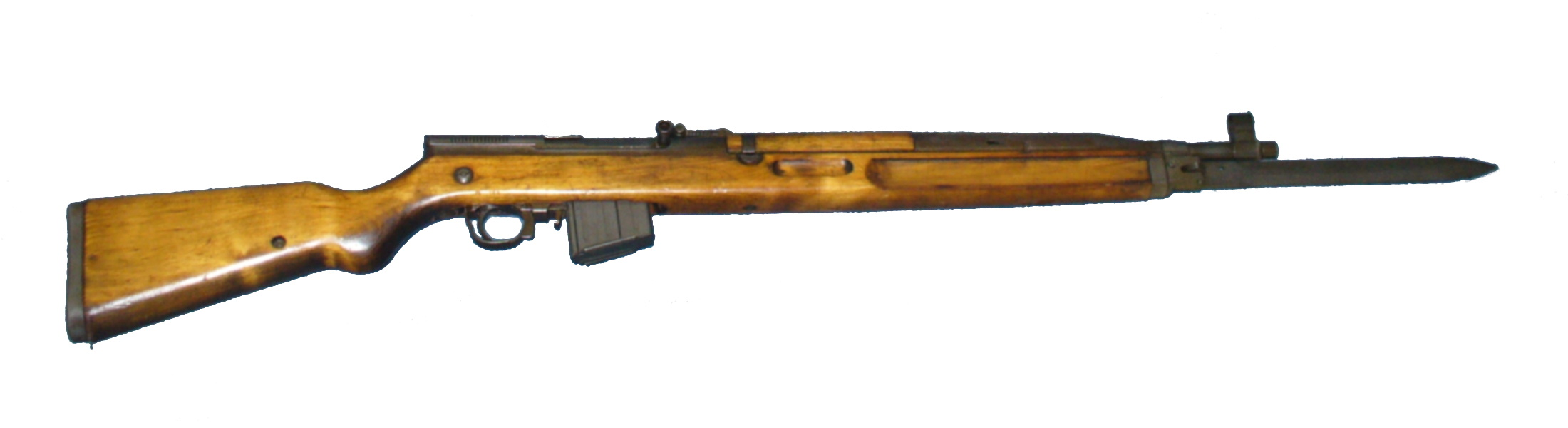
Gewehr vz. 52
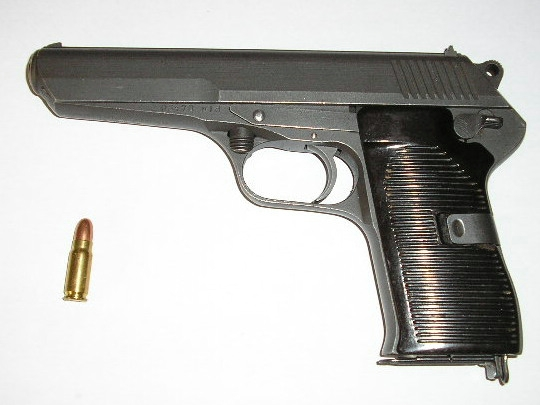
Pistole vz. 52
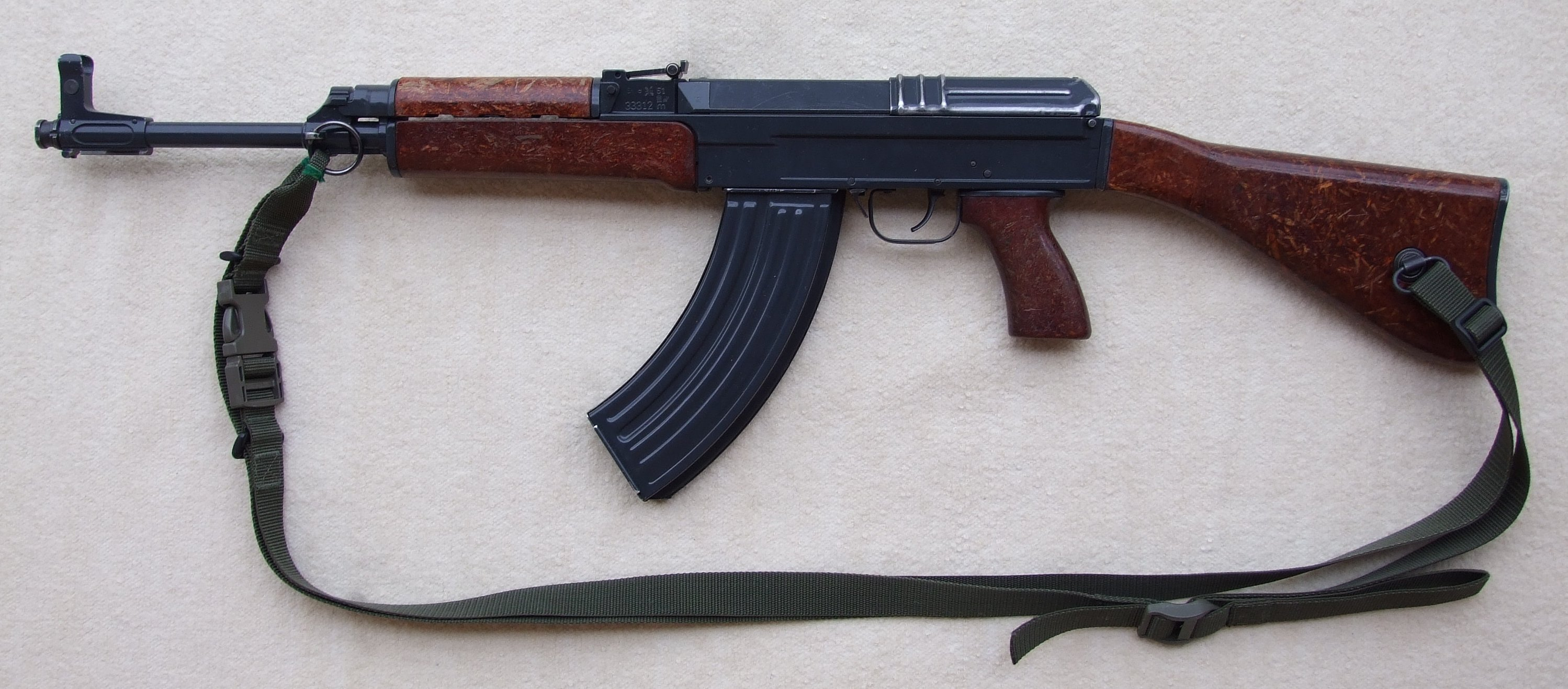
Samopal vz. 58
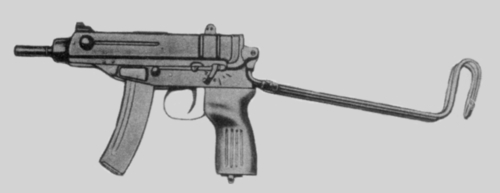
Vz 61 Skorpion
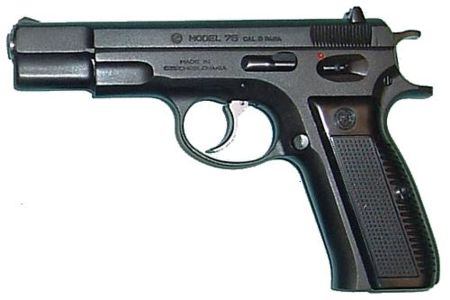
Pistole ČZ 75
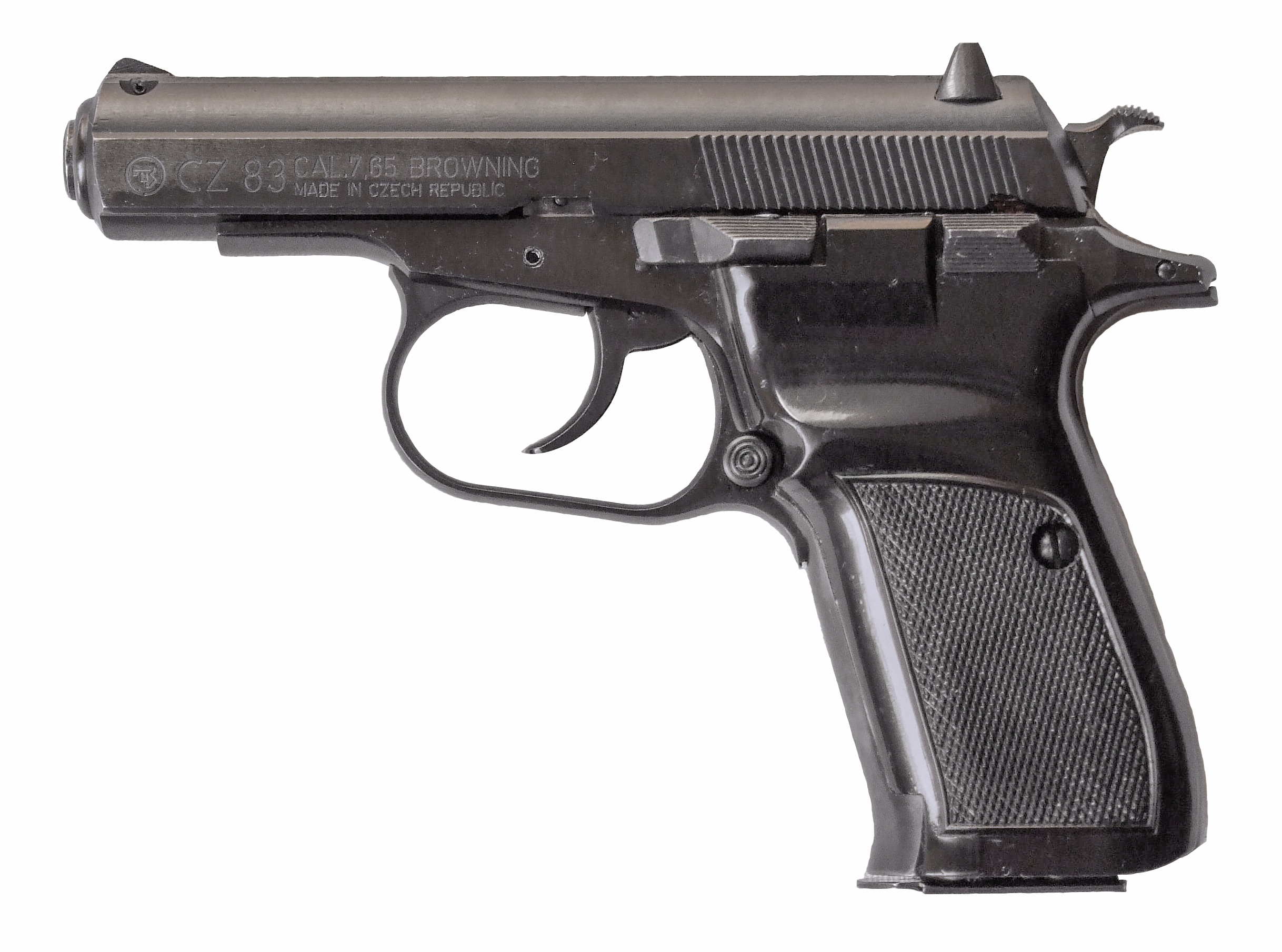
Pistole ČZ 83

### Pistole
- ČZ, calibro 7.65 mm
- ČZ, calibro 6.35 mm
- Model LK 38, calibro 9 mm
- DUO, calibro 6.35 mm
- Target, Modello ZKP 493
- CZ 50
- Vz 52
- CZ 70
- CZ 75
- CZ 82 e CZ 83
- CZ 85
- CZ 97
- CZ 100
- CZ 110
- CZ 122
- CZ P-01
- CZ SP-01
- CZ Sp-01 Shadow
- CZ Tactical Sport
- CZ Shadow2
- ZKR 590, revolver, in calibro.38, .22 e 7.62 Nagant short

### Fucili di piccolo calibro
- Model 242
- Model 243
- Model 244
- Model 245
- Model 246
- Model 247
- ZKM 452 2E
- CZ 452
- CZ 453
- CZ 455
- CZ 511
- CZ 527

### Fucili
- CZ 550
- CZ 750
- CZ 584

### Mitragliatrici
- LK 30
- MG 17

### Fucili militari
- Vz. 24
- Vz. 33
- Vz. 52
- Vz. 52/57
- Sa vz. 58
- CZ 2000
- Cz 805

### Mitra
- Škorpion vz. 61 (7.65x17mm Browning SR).
- CZ Scorpion Evo 3
- Vz. 48 (9x19mm Parabellum e 7.62x25mm Tokarev).

### Fucili da caccia
- The CZ 581
- The CZ 585